# Roddargatan

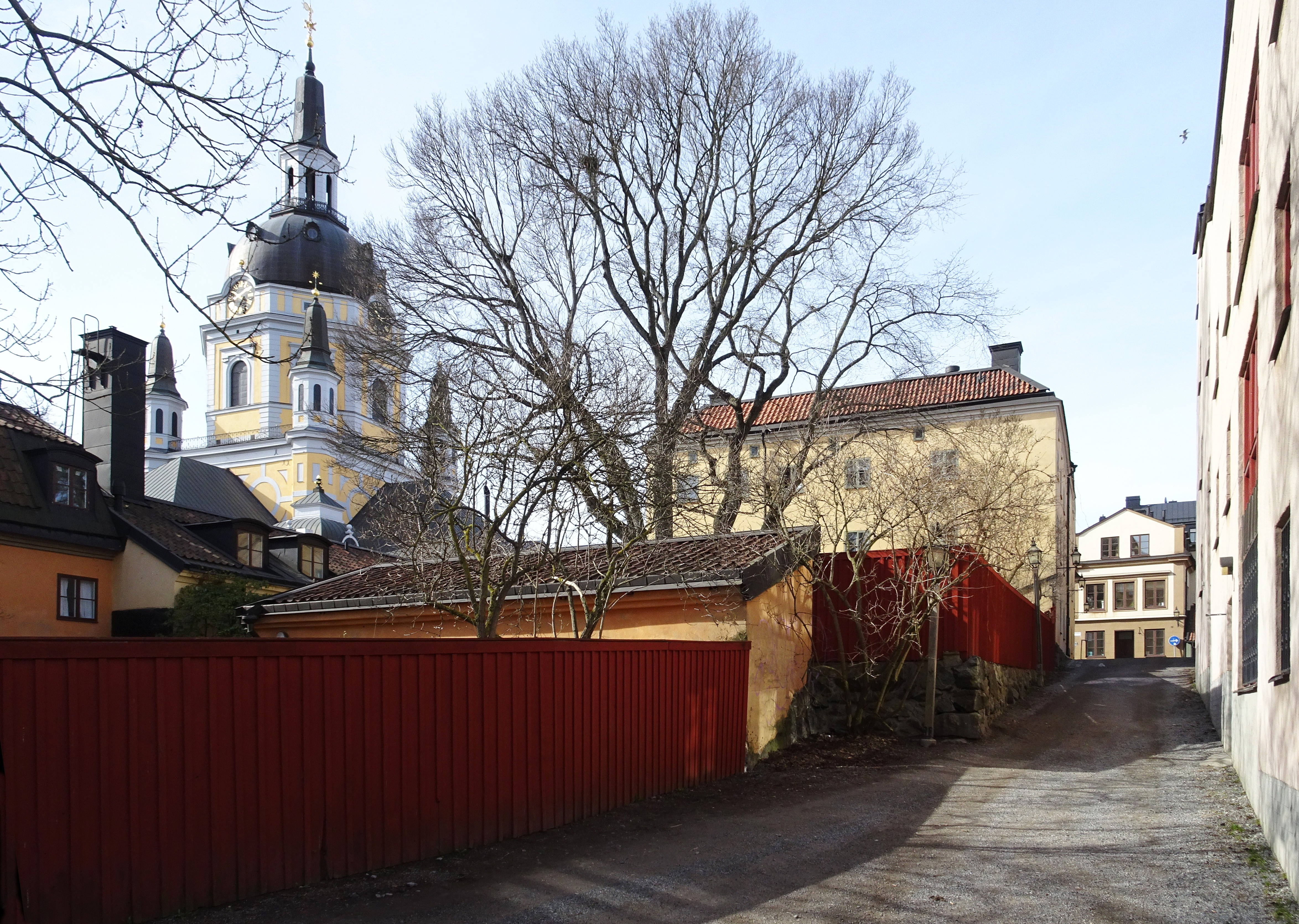
Roddargatan västerut inom kvarteret Drottningen, mars 2019.

Roddargatan är en kvartersgata på nordöstra Södermalm i Stockholm. Gatan fick sitt nuvarande namn år 1900.

## Historik

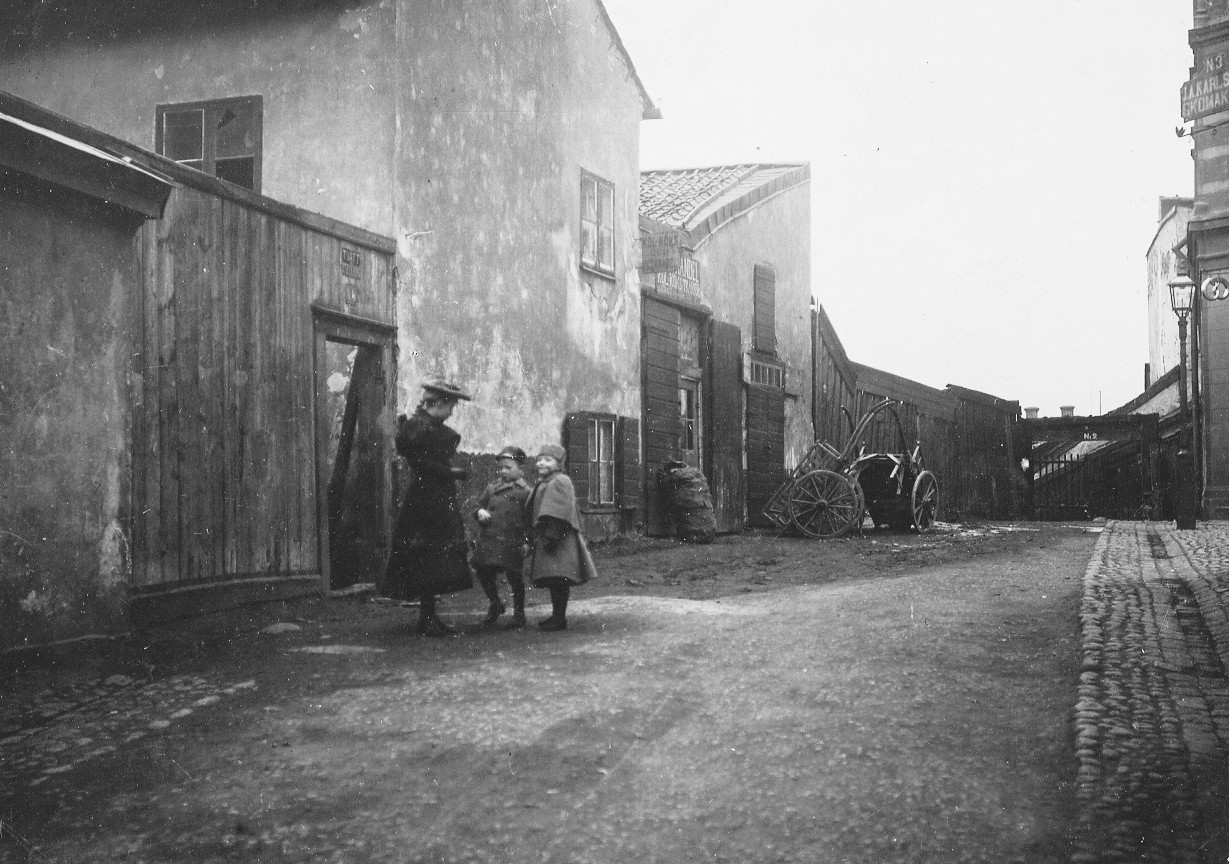
Lilla Fiskaregränden (nuvarande Roddargatan) västerut inom kvarteret Häckelfjäll, omkring 1895.

Roddargatan sträcker sig i ost-västlig riktning genom kvarteret Drottningen fram till Katarina kyrkobacke och fortsätter därefter söder om kvarteret Kungen västerut till Fiskargatan. 
Ett tidigare namn var Lilla Fiskaregränd[en] som hade sin pendang i Stora Fiskaregränd[en] (dagens Fiskargatan). Anledning till namnet har varit att fiskare haft sina gårdar här. I en mantalslängd från 1613 finns elva fiskare upptagna under rubriken "Fiskiare ämbetet". Troligen bodde de i anslutning till Fiskarberget (dagens Mosebacke torg). Fiskarnas bosättning på och vid Fiskarberget är väl styrkt från och med 1640-talet.
I början av 1800-talet föreslogs namnet Lilla Fiskargränd av stadsingenjören Hieronymus von der Burg. Då gick gränden genom kvarteret Glasbruket Östra (dagens Drottningen) och kvarteret Häckelfjäll (dagens Häckelfjäll och Kungen). 
I kvarteren Drottningen och Kungen finns kulturhistorisk intressanta trä- och stenhus från 1700- och 1800-talen. De flesta ägs och förvaltas av AB Stadsholmen och är blåmärkta av Stadsmuseet i Stockholm, vilket innebär att den utgör "synnerligen höga kulturhistoriska värden".